# NGC 162
NGC 162 è una stella situata nella costellazione di Andromeda.
È stata osservata e descritta dall'astronomo prussiano Heinrich Louis d'Arrest nel 1862.
Data la sua vicinanza alle galassie NGC 160 e PGC 212552, la stella viene talvolta confusa con queste ultime nelle descrizioni.